# Oldenzaal
Oldenzaal es una ciudad y municipio de la provincia de Overijssel, en los Países Bajos, al este de la región de Twente. Cuenta con una superficie de 21,95 km², de los que 0,4 km² corresponden a la superficie ocupada por el agua. El 1 de enero de 2014 el municipio tenía una población de 32.137 habitantes, lo que supone una densidad de 1492 h/km².

## Historia
Aunque Oldenzaal podría haber obtenido el derecho de ciudad en 1249, consta que ya en 1049 había recibido del emperador Enrique III el derecho de organizar un mercado semanal y una feria anual. Formó parte de los Países Bajos Españoles, de mayoría católica, sufrió asedios y ocupaciones durante la guerra de los Ochenta Años. Tomada en octubre de 1597 por Mauricio de Nassau y recuperada por Ambrosio Spínola en 1605, en 1626, tras varios días de sitio el 1 de agosto, quedó definitivamente del lado neerlandés, tomada por Ernst Casimir de Nassau-Dietz. Uno de los gobernadores de la plaza durante la guerra fue el capitán Alonso Mendo de Solís. 

## Economía
La economía de la ciudad se apoya en la industria del transporte, favorecida por su localización en la ruta europea E30. Dispone además de estación de tren en la antigua línea de Almelo a la alemana Salzbergen.

## Galería de imágenes

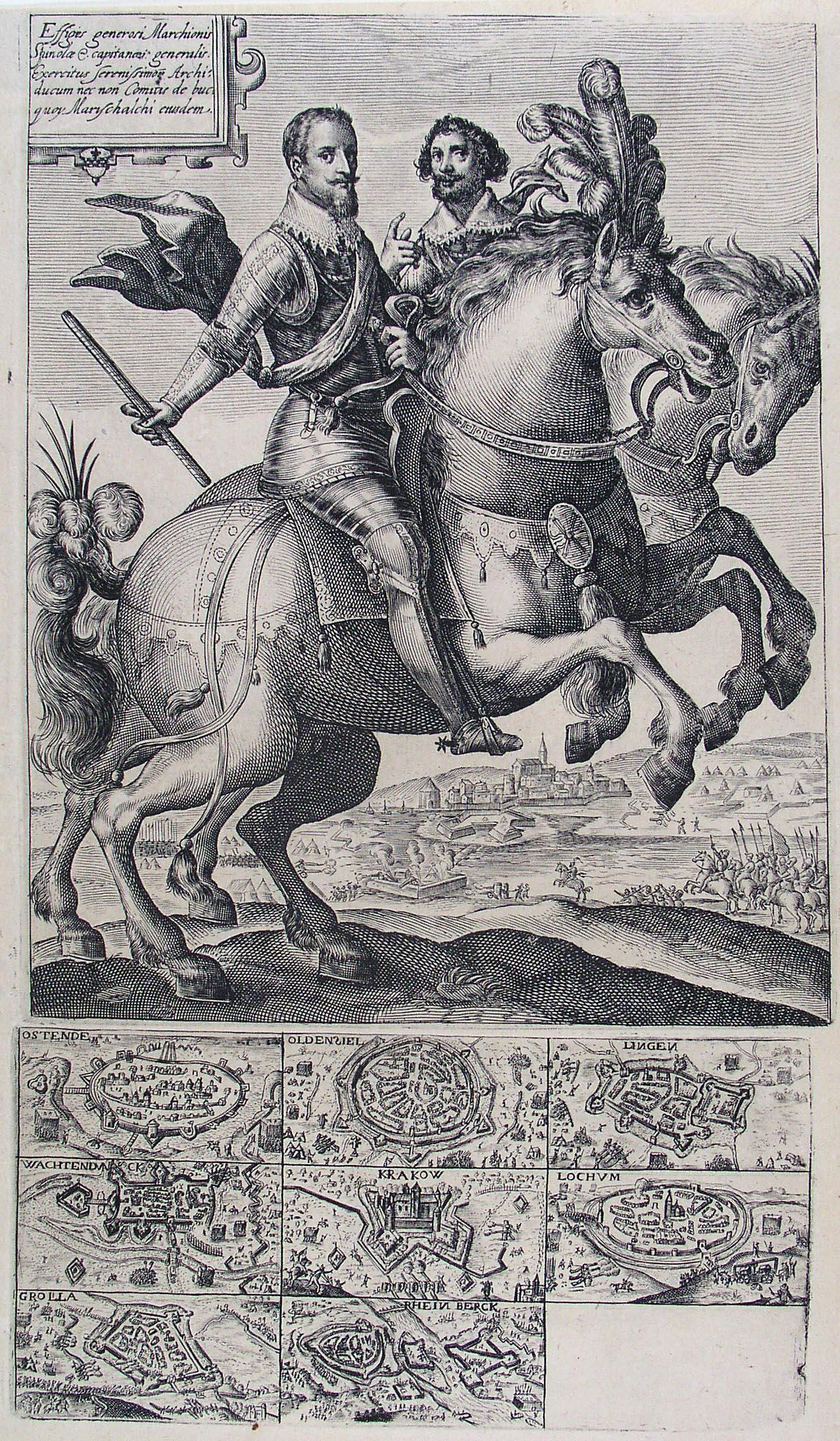
Conquistas de Ambrosio Spínola por Crispijn van der Passe el Viejo (en segundo lugar: Oldensiel)
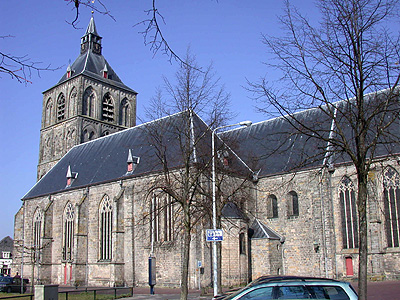
Iglesia católica de San Plechelmus, iniciada en el siglo XII
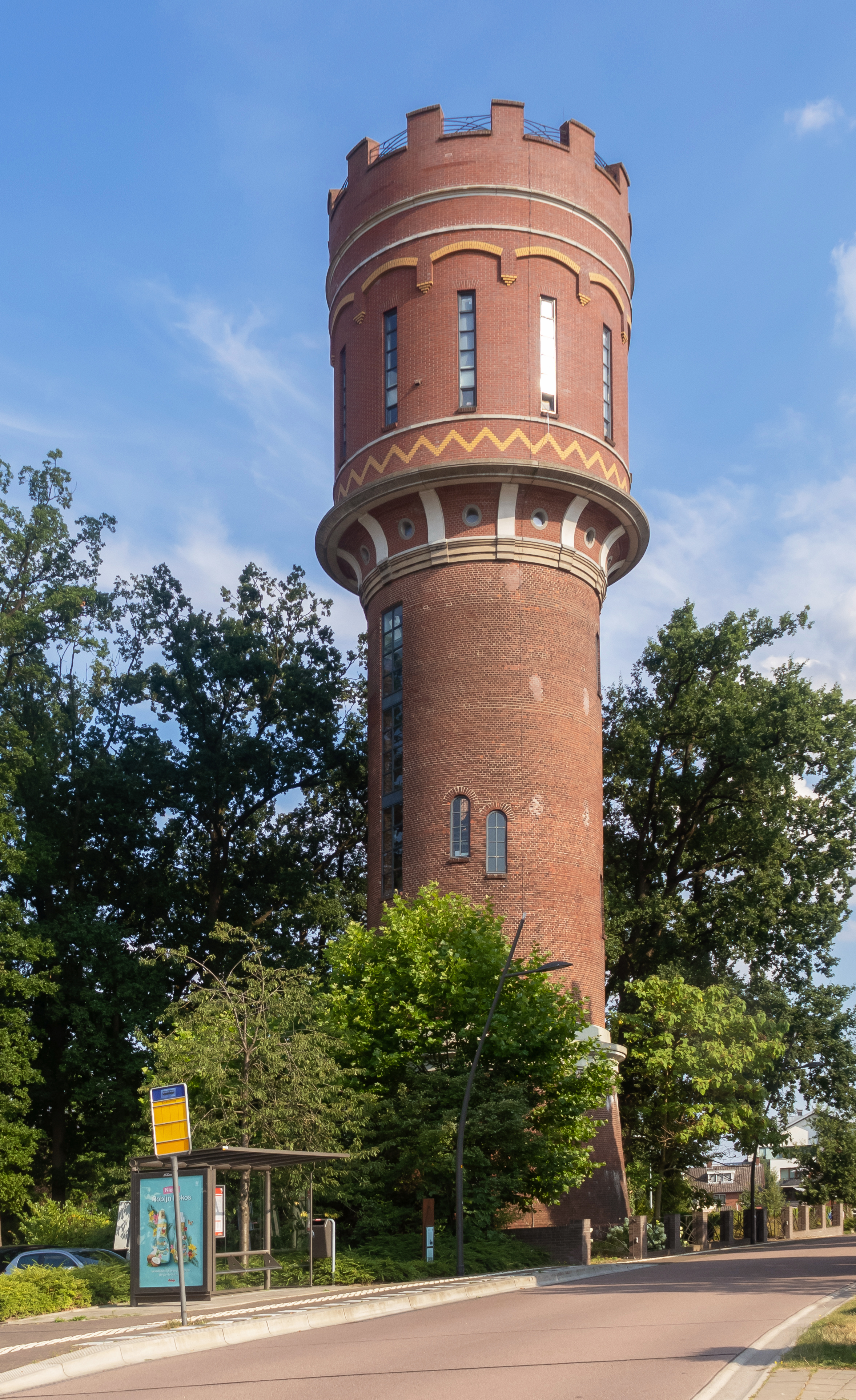
Torre de agua
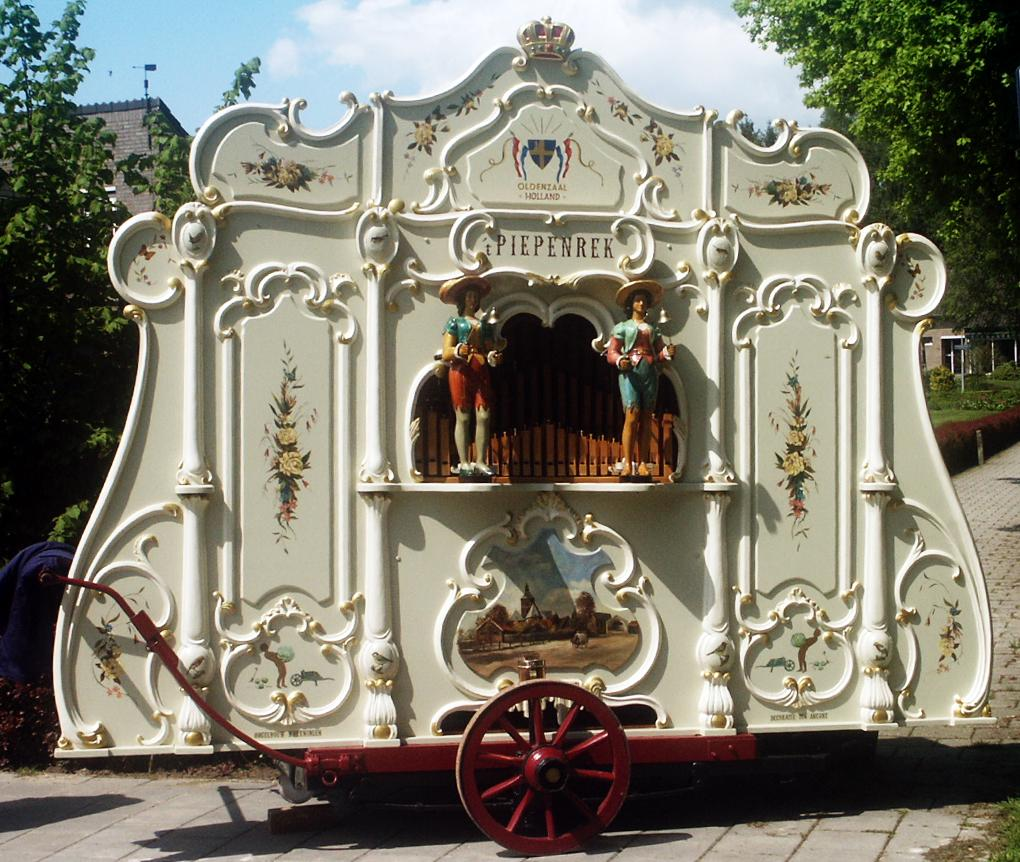
Organillo Piepenrek
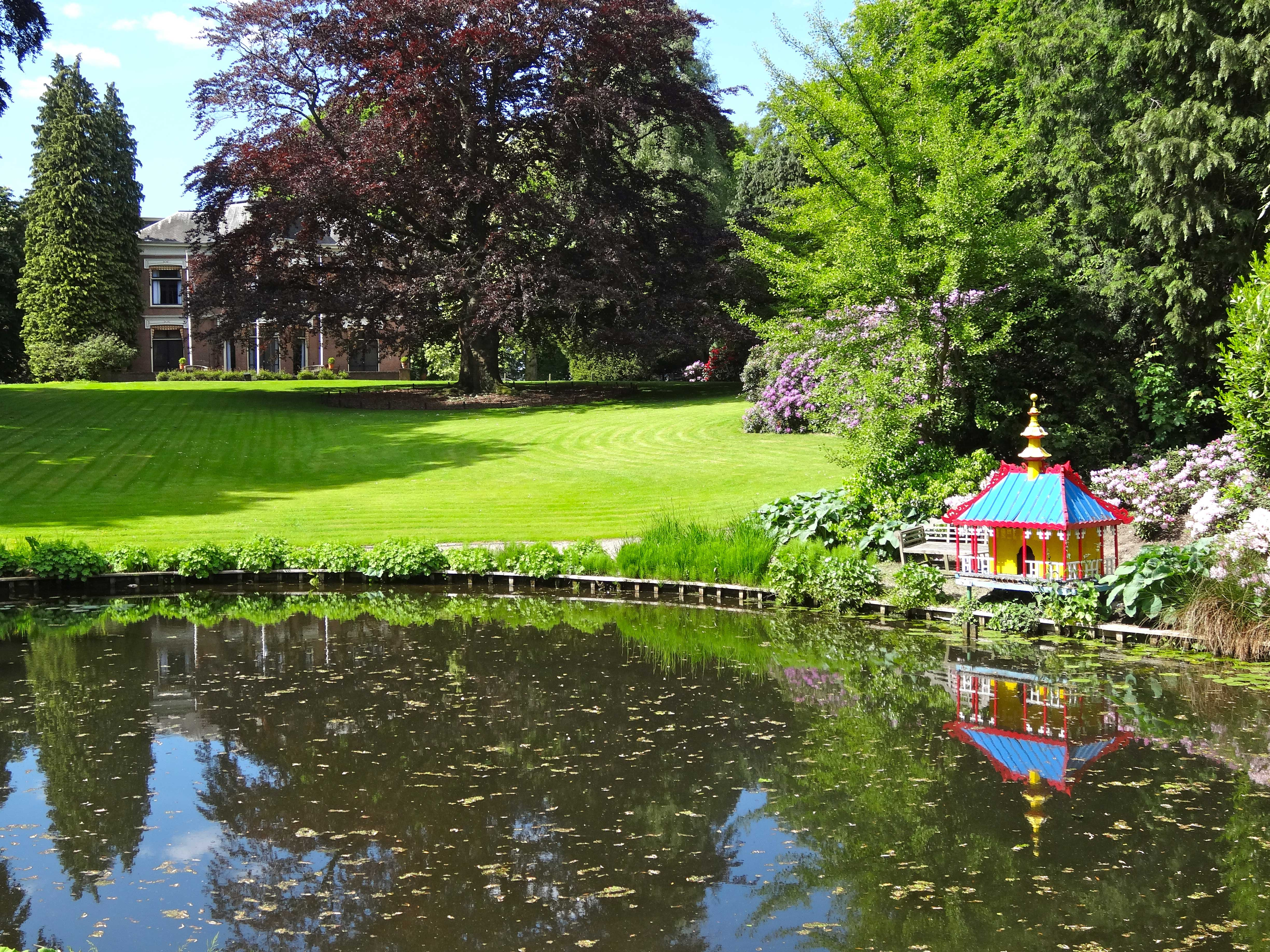
De Haer, villa y jardín de estilo ecléctico de finales del siglo XIX